# جزيرة الأريام
جزيرة الأريام هي جزيرة تقع في الخليج العربي على الساحل الغربي لأبو ظبي في الإمارات العربية المتحدة. كانت تعرف سابقاً ببو خوشايشه. تبعد الجزيرة 60 كيلومتراً عن أبو ظبي وترتبط باليابسة عن طريق جسر.